# Yasuhiro Okuyama
Yasuhiro Okuyama (奥山 泰裕 Okuyama Yasuhiro?, nacido el 21 de noviembre de 1985 en Miyagi) es un futbolista japonés que se desempeña como centrocampista.

## Trayectoria

### Clubes
| Club             | País  | Año         |
| ---------------- | ----- | ----------- |
| JEF United Chiba | Japón | 2008        |
| Gainare Tottori  | Japón | 2009 - 2014 |
| ReinMeer Aomori  | Japón | 2015 -      |

## Estadística de carrera

### J. League
| Club             | Año   | J. League | J. League | Copa J. League | Copa J. League | Total | Total |
| Club             | Año   | Part.     | Goles     | Part.          | Goles          | Part. | Goles |
| ---------------- | ----- | --------- | --------- | -------------- | -------------- | ----- | ----- |
| JEF United Chiba | 2008  | 0         | 0         | 0              | 0              | 0     | 0     |
| Gainare Tottori  | 2011  | 34        | 0         | -              | -              | 34    | 0     |
| Gainare Tottori  | 2012  | 37        | 1         | -              | -              | 37    | 1     |
| Gainare Tottori  | 2013  | 25        | 3         | -              | -              | 25    | 3     |
| Gainare Tottori  | 2014  | 13        | 0         | -              | -              | 13    | 0     |
| Total            | Total | 109       | 4         | 0              | 0              | 109   | 4     |